# Conus theodorei
Espèce
Conus theodorei est une espèce de mollusques gastéropodes marins de la famille des Conidae.
Comme toutes les espèces du genre Conus, ces escargots sont prédateurs et venimeux. Ils sont capables de « piquer » les humains et doivent donc être manipulés avec précaution, voire pas du tout.

## Description
La taille de la coquille varie entre 20 mm et 43 mm.

## Distribution
Cette espèce marine est présente au large des Bahamas.

## Taxonomie

### Publication originale
L'espèce Conus theodorei a été décrite pour la première fois en 2000 par le malacologiste américain Edward James Petuch (d) dans « Ruthenica »,.

### Synonymes
- Conus (Dauciconus) theodorei Petuch, 2000 · appellation alternative
- Conus (Purpuriconus) theodorei Petuch, 2000 · non accepté
- Purpuriconus theodorei (Petuch, 2000) · non accepté